# Iolu Abil
Iolu Johnson Abil (efternamnet även stavat Abbil), född 1942, är en vanuatisk politiker. Han var president i Vanuatu från den 2 september 2009 till den 2 september 2014 då han efterträddes av Philip Boedoro.
Under sin tidigare karriär tjänstgjorde han bland annat som tillförordnad ombudsman från november 2004 till april 2005, då Peter Taurakoto utsågs till (ordinarie) ombudsman för de närmaste fem åren.